# Пјађа (Кунео)
Пјађа је насеље у Италији у округу Кунео, региону Пијемонт.
Према процени из 2011. у насељу је живело 28 становника. Насеље се налази на надморској висини од 1323 м.